# RueRue FC
El RueRue FC es un equipo de fútbol con sede de Penama, Vanuatu.

## Historia
El club fue fundado en el año de 1958 en la Isla de Pentecostés, Penama. En la temporada 2020 jugó en la Primera División de Vanuatu logrando terminar hasta el cuarto lugar perdiendo contra LL Echo.
En la temporada 2021 logró llegar hasta la gran final, perdiendo contra ABM Galaxy 0:3. Sin embargo, logró clasificarse a la Liga de Campeones de la OFC por primera vez en su historia.

## Participación en competiciones de la OFC
| Temporada | Torneo                      | Ronda             | Club       | Casa | Visita | Global |
| --------- | --------------------------- | ----------------- | ---------- | ---- | ------ | ------ |
| 2022      | Liga de Campeones de la OFC | Ronda de play-off | ABM Galaxy | 0-0  | 0-5    | 0-5    |